# Poigny
Poigny ist eine französische Gemeinde im Département Seine-et-Marne in der Île-de-France. Sie gehört zum Kanton Provins im Arrondissement Provins. Sie grenzt im Nordwesten an Vulaines-lès-Provins, im Norden und im Nordosten an Provins, im Südosten an Chalautre-la-Petite und im Südwesten an Sainte-Colombe. Die Bewohner nennen sich die Poignissiens.

## Bevölkerungsentwicklung
| Jahr      | 1962 | 1968 | 1975 | 1982 | 1990 | 1999 | 2008 | 2014 |
| --------- | ---- | ---- | ---- | ---- | ---- | ---- | ---- | ---- |
| Einwohner | 303  | 405  | 327  | 345  | 391  | 408  | 460  | 512  |

## Sehenswürdigkeiten
- Überreste der Kirche Saint-Michel, Monument historique

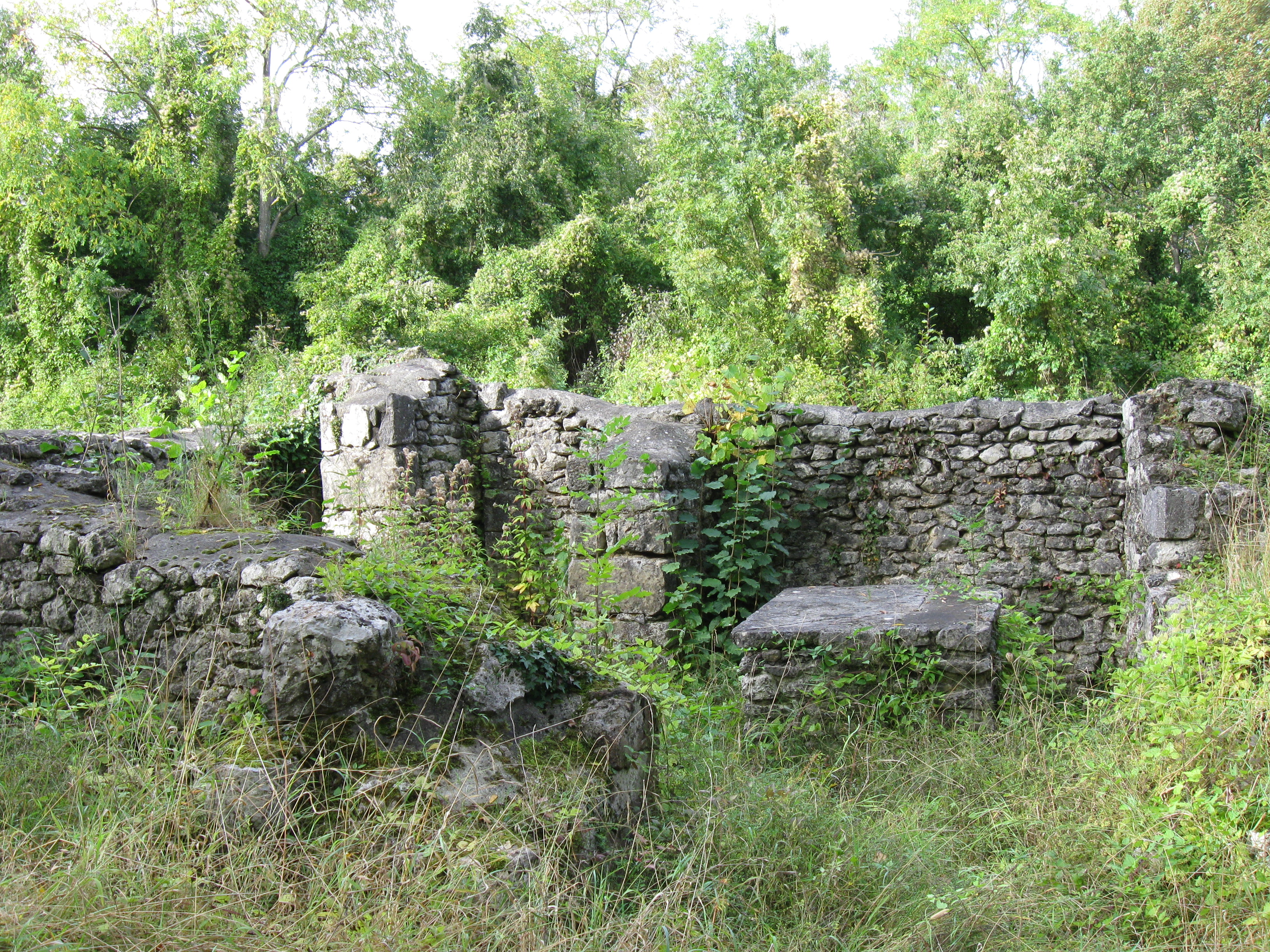
Ehemalige Kirche Saint-Michel
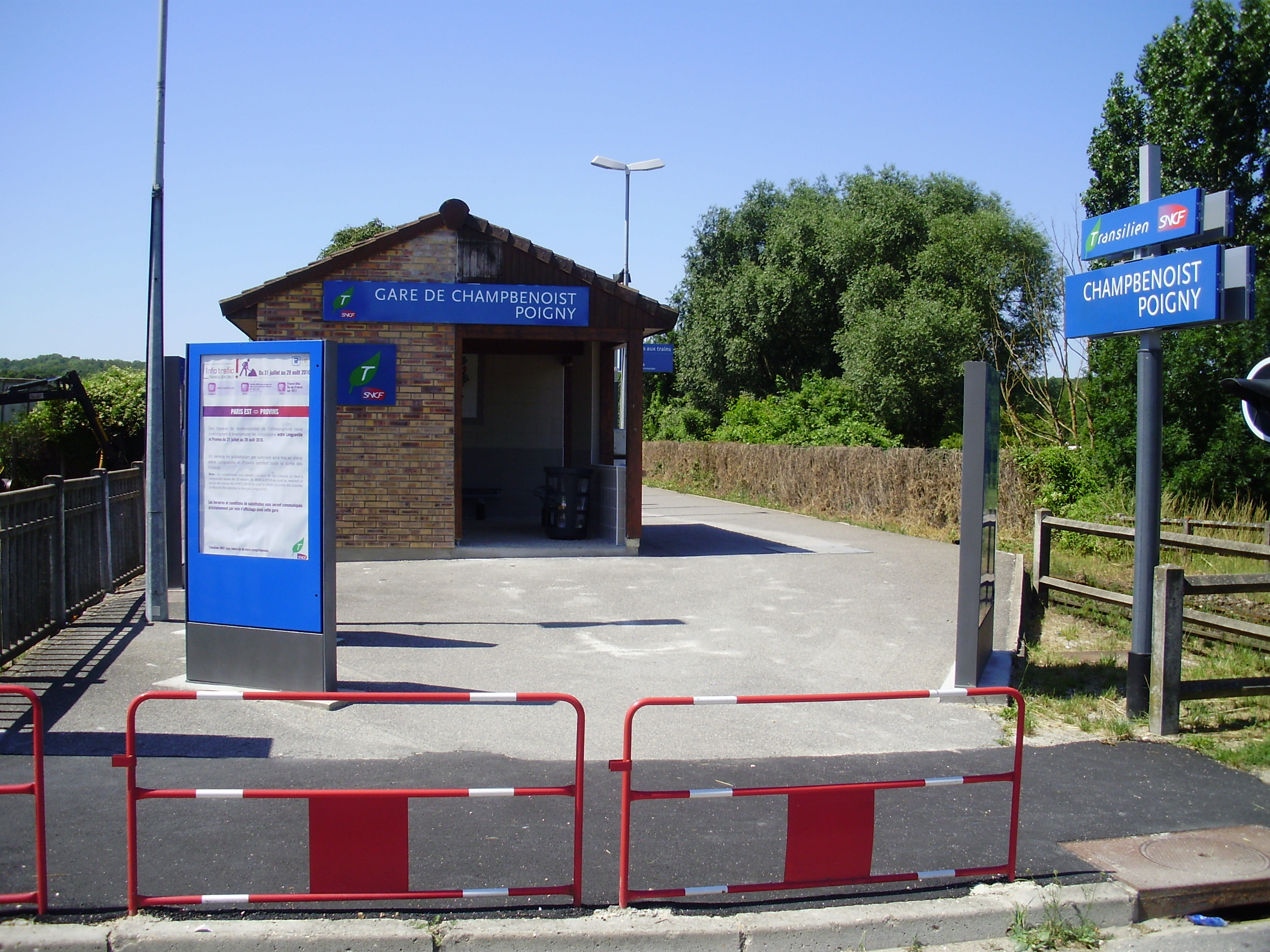
Bahnhof Champbenoist - Poigny